# 배만운
배만운(裵滿雲, 1934년~2022년 5월 14일)은 대한민국의 대법관을 역임한 법조인이다. 본관은 달성이며, 전라남도 나주시 출신이다.

## 생애
전라남도 나주시 남평읍에서 태어났다. 광주고등학교와 전남대학교를 졸업하고 고등고시 사법과에 합격하였다. 1988년에 노태우 대통령에 의해 대법관에 임명되어 1992년 3월에는 국가보안법 위반 사건에서 이회창 대법관과 함께 "표현의 자유를 침해한다"는 이유로 소수의견을 제시했다. 1992년 6월에 "검사가 작성한 피의자 신문조서도 피의자가 인정할 때에만 효력이 있다"고 하였고 1993년 11월에 "수사기관이 형사 피의자를 강제연행한 뒤 사후 구속영장이 아닌 일반 영장을 발부받았다면 불법구금에 해당된다"는 등으로 "수사기관의 무리한 수사 관행을 깨는데 일조했다"는 평가를 받았다.
1970년에 있었던 납북어부 백남욱 간첩 사건이 조작으로 밝혀진 이후에 당시 항소심에서 배석판사였던 배만운은 "기억이 나지 않는다"고 말했다.전남대학교 총동창회에서 선정하는 '2017 용봉인영예대상'에 선정되었다.

## 주요 판결
- 서울민사지법에서 재직하던 1976년 6월 17일에 서울 강남구 성내동에서 거주하던 이춘근이 한국은행 총재를 상대로 낸 "1945년 7월 조선은행 천진지점에서 부산지점으로 보낸 송금수표 3장(90만원권 5만원권 300원권 등 시가 99억 9천 50만3900원)을 반환해달라"는 손해배상청구소송에서 원고승소 판결했다.
- 서울고법에서 재직하던 1980년 9월 남민전 사건 항소심 재판에서 주범 이재문과 신향식 등 2명에게 원심대로 사형, 1심에서 사형선고된 안재구 최석진과 박석률 이해경 임동규 등 5명에 대해 무기징역을 선고하는 등 73명의 피고인 중에 20명에 대해 원심을 파기하고 나머지 53명에 대해 항소를 기각했다.
- 대법원 민사1부에서 대법관으로 재직하던 1989년 6월 어음 사기 사건으로 구속돼 징역15년이 선고된 이철희 장영자 부부가 강남세무서장을 상대로 낸 소득세 등 부과처분 취소소송 상고심에서 "원고가 사채업자로부터 약속어음을 할인받으면서 이들에게 할인이자 660여억원을 지급했다 하나 증거가 없다"며 심리미진을 이유로 "1982년에 부과된 소득세 등 240억원 중에 238억원을 넘는 부분에 대해서만 취소토록 한 원심을 파기하고 서울고법으로 환송했다.